# Africana (album)
Africana è un album del 1985 della cantante italiana Teresa De Sio.

## Tracce
1. Scura – 4:30
2. U.F.O. – 4:08
3. Mano e mano – 4:03
4. Africana – 4:08
5. Ma che bella cosa – 3:10
6. Tamburo – 4:15
7. Camminando sull'orlo dei mari – 4:08
8. L'anno del sole intero – 4:03
9. Sotto 'o cielo – 2:50
10. Veneno e vanno – 2:40

## Formazione
- Teresa De Sio – voce
- Francesco Bruno – chitarra elettrica, cori, chitarra sintetica
- Lanfranco Fornari – batteria
- Pasquale Minieri – tastiera, programmazione, batteria
- Franco Giacoia – chitarra elettrica
- Brian Eno – tastiera, sintetizzatore
- Gigi De Rienzo – sintetizzatore, cori, programmazione, tastiera, basso
- Ernesto Vitolo – tastiera, programmazione, pianoforte, sintetizzatore, batteria elettronica
- Robert Fix – sassofono tenore